# Staffan Götestam
Per Staffan Götestam, född 20 maj 1952 i Örnsköldsviks församling, Västernorrlands län, är en svensk skådespelare, regissör, dramatiker, teaterchef, tonsättare och grundare av Junibacken. Han är bror till Birgitta Götestam.  

## Biografi
Götestam började spela amatörteater med Örebro Studentteater. Han utbildade sig vid Skara skolscen och sökte vidare till Statens scenskola i Stockholm där han kom in. Det blev dock aldrig några studier vid scenskolan för Götestam, i stället fick han en roll i musikalen Godspell (1974) med bland andra Björn Skifs, Agneta Lindén och Beatrice Järås. Efter ett år vid Folkteatern i Göteborg fick han engagemang på Maximteatern och Folkan i Stockholm i bland annat Sommarnattens leende med Zarah Leander i en av huvudrollerna. 
För många är Götestam förknippad med rollen som Jonatan i Olle Hellboms Astrid Lindgren-filmatisering Bröderna Lejonhjärta 1977. Samma år spelade han huvudrollen som 91:an Karlsson i 91:an och generalernas fnatt. Han medverkade även i Hrafn Gunnlaugssons Ivar Lo Johansson-tv-filmatisering Bödeln och skökan (1986) på Sveriges Television.
I början av 1980-talet började han samarbeta med teaterchefen Olle Kinch på Folkan. Götestam övergav skådespelarkarriären för att bli producent och regissör. Hans första Astrid Lindgren-teateruppsättning var Karlsson på taket. 1980 regisserade han en musikalversion av Pippi Långstrump med Siw Malmkvist i rollen som Pippi, den spelades 400 gånger.
Sedan mitten av 1980-talet till 2007 drev Götestam teaterbolaget Proscenia (sedermera del av koncernen 3 Sagas) och tog 1986 över ledarskapet för Göta Lejon tillsammans med systern Birgitta Götestam. Han har svarat för en mängd kritikerrosade scenuppsättningar, såsom Nils Karlsson Pyssling, Madicken, Tjorven på Saltkråkan och musikaler som Rent, Skönheten och odjuret och Trollkarlen från Oz. Han tilldelades en Guldmask 2000 för sitt framgångsrika arbete som teaterchef, en roll han lämnade 2007.
Götestam är grundare till sagohuset Junibacken på Djurgården i Stockholm, en miljö med upplevelser och bilder från Astrid Lindgrens sagor. Han är även en av initiativtagarna och konstnärligt ansvarig för vikingamuseet Vikingaliv på Djurgården.
Han har även skrivit dramatik som Fågelpappan: ett drama om Maria (1987) och Easter Parade, som spelats på Boulevardteatern och på turné 2015–2017.
I samverkan med dottern Josefine Götestam startade han 2016 Barnens bokpodd, där han högläser sagor och böcker för barn.

### Dramatik
- Pinocchio (en barnpjäs med sång och musik byggd på den gamla italienska folksagan), Manus: Staffan Götestam, Peter Flack, Musik. Staffan Götestam ; Sångtexter. Peter Flack, 1979
- Fågelpappan: ett drama om Maria (skådespel), 1987
- Alfons & trollkarlen, musikal efter en bok av Gunilla Bergström, manus: Staffan Götestam och Gunilla Bergström; vistexter: Gunilla Bergström; musik: Georg Riedel, 1997
- Easter Parade (skådespel), 2015

## Filmografi
- 1977 – 91:an och generalernas fnatt
- 1977 – Bröderna Lejonhjärta
- 1986 – Bödeln och skökan

### Regi
- 1988 – Gull-Pian
- 1990 – Nils Karlsson Pyssling
- 1991 –Teatervinden (teater, barnmusikal, musikal)
- 2007 – The Sound of Music (teater, musikal)

### Manus
- 1990 – Nils Karlsson Pyssling

## Diskografi
- Trollgas Adventskalender (1975)

## Teater

### Roller (ej komplett)
| År   | Roll           | Produktion                                             | Regi                       | Teater       |
| ---- | -------------- | ------------------------------------------------------ | -------------------------- | ------------ |
| 1973 |                | Godspell John-Michael Tebelak och Stephen Schwartz     | Jonnie Christen Klaus Pagh | Jarlateatern |
| 1978 | Henrik Egerman | Sommarnattens leende Stephen Sondheim och Hugh Wheeler | Stig Olin                  | Folkan       |

### Regi (ej komplett)
| År   | Produktion                           | Upphovsmän                               | Teater                                    |
| ---- | ------------------------------------ | ---------------------------------------- | ----------------------------------------- |
| 1978 | Karlsson på taket                    | Astrid Lindgren                          | Folkan Regi tillsammans med Sven Lindberg |
| 1980 | Pippi Långstrump                     | Astrid Lindgren                          | Folkan                                    |
| 1980 | Som du behagar                       | Beppe Wolgers                            | Folkan                                    |
| 1984 | Emil i Lönneberga                    | Astrid Lindgren                          | Göta Lejon                                |
| 1992 | Ryck mig i slipsen                   | Staffan Götestam och Sture Nilsson       | Göta Lejon                                |
| 2001 | Trollkarlen från Oz The Wizard of Oz |                                          | Göta Lejon                                |
| 2002 | Pippi Långstrump                     | Astrid Lindgren                          | Göta Lejon                                |
| 2007 | Sound of Music                       | Richard Rodgers och Oscar Hammerstein II | Göta Lejon                                |
| 2015 | Easter Parade                        | Staffan Götestam                         | Boulevardteatern                          |
| 2017 | Easter Parade                        | Staffan Götestam                         | Riksteatern                               |